# Вулф-Лейк (Мічиган)
Вулф-Лейк (англ. Wolf Lake) — переписна місцевість (CDP) в США, в окрузі Маскігон штату Мічиган. Населення — 5034 особи (2020).

## Географія
Вулф-Лейк розташований за координатами 43°14′40″ пн. ш. 86°6′44″ зх. д. / 43.24444° пн. ш. 86.11222° зх. д. (43.244424, -86.112341).  За даними Бюро перепису населення США в 2010 році переписна місцевість мала площу 10,18 км², з яких 9,20 км² — суходіл та 0,98 км² — водойми.

## Демографія
Згідно з переписом 2010 року, у переписній місцевості мешкали 4104 особи в 1559 домогосподарствах у складі 1125 родин. Густота населення становила 403 особи/км².  Було 1711 помешкання (168/км²).
Расовий склад населення:
| - 93,8 % — білих - 1,0 % — корінних американців - 0,9 % — чорних або афроамериканців - 0,1 % — азіатів - 1,6 % — осіб інших рас |

До двох чи більше рас належало 2,6 %. Частка іспаномовних становила 5,4 % від усіх жителів.
За віковим діапазоном населення розподілялося таким чином: 25,6 % — особи молодші 18 років, 61,3 % — особи у віці 18—64 років, 13,1 % — особи у віці 65 років та старші. Медіана віку мешканця становила 37,7 року. На 100 осіб жіночої статі у переписній місцевості припадало 94,7 чоловіків;  на 100 жінок у віці від 18 років та старших — 94,8 чоловіків також старших 18 років.
Середній дохід на одне домашнє господарство  становив 44 535 доларів США (медіана — 34 863), а середній дохід на одну сім'ю — 47 112 долари (медіана — 38 750). Медіана доходів становила 32 588 доларів для чоловіків та 35 144 долари для жінок. За межею бідності перебувало 22,3 % осіб, у тому числі 30,5 % дітей у віці до 18 років та 20,4 % осіб у віці 65 років та старших.
Цивільне працевлаштоване населення становило 1780 осіб. Основні галузі зайнятості: виробництво — 28,4 %, освіта, охорона здоров'я та соціальна допомога — 23,1 %, мистецтво, розваги та відпочинок — 10,7 %, науковці, спеціалісти, менеджери — 8,3 %.